# 工程样品

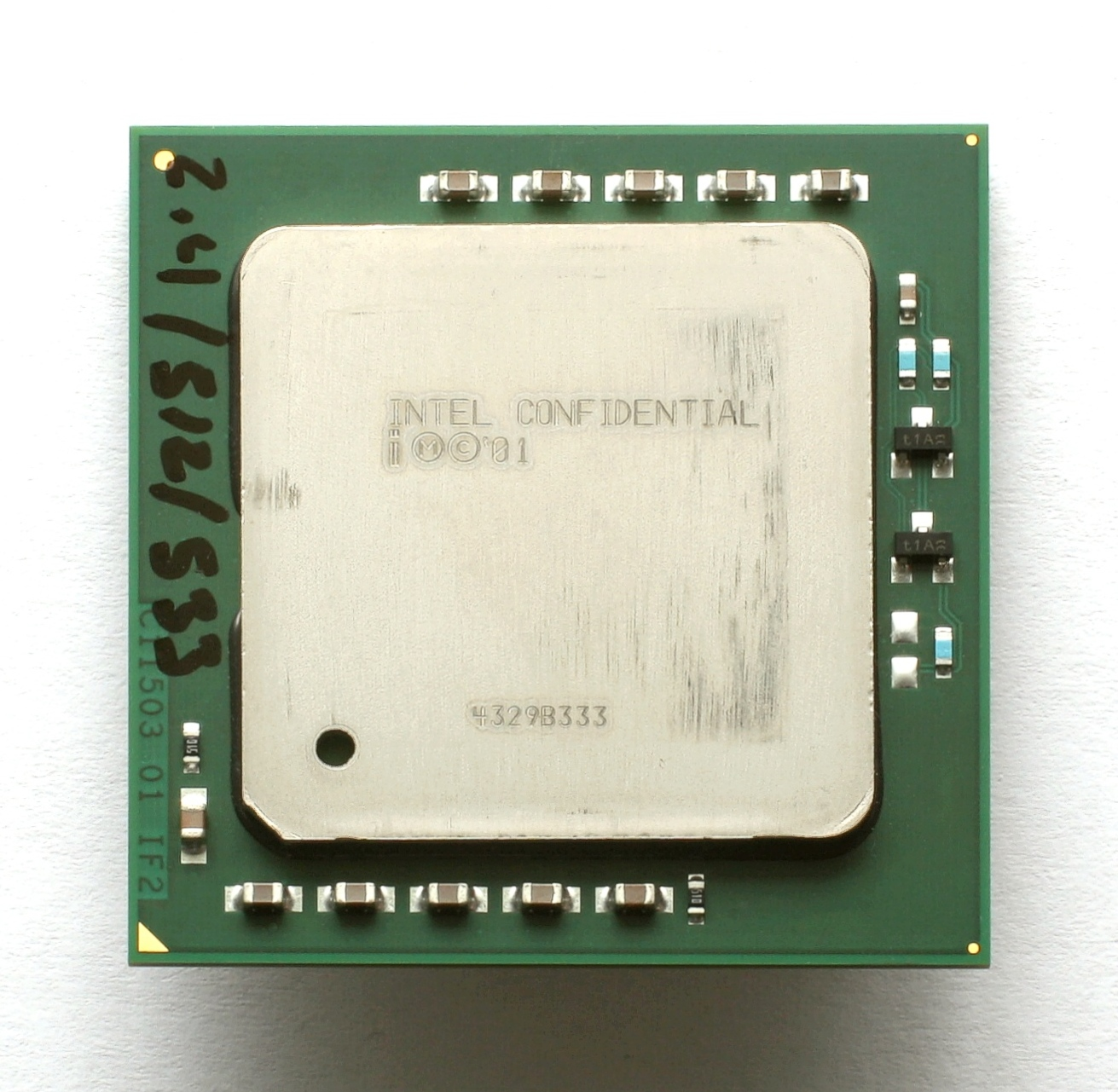
英特尔的工程样品

工程样品是集成电路的测试品，用來測試集成電路的兼容性或者集成電路設計公司用來向OEM制造商展示產品的性能。通常在芯片上市发布之前集成電路設計公司會先將工程样品借给OEM制造商。 OEM制造商獲取工程样品前，要和集成電路設計公司簽署保密协议，避免讓工程樣品流入市場。
正因為如此有時候在集成電路設計公司不知情的情況下會有工程样品CPU出现在eBay等二手市场上，這些工程樣品由於未經徹底的測試，可能存在性能问题、兼容性问题以及無法保修。 